# Maison Bussière
La maison Bussière est une maison du XVIe siècle située à Nevers au no 22, rue Saint-Étienne.

## Historique
Cette maison, datant de la Renaissance, tient son nom d'une famille de menuisiers l'ayant habitée pendant un siècle.

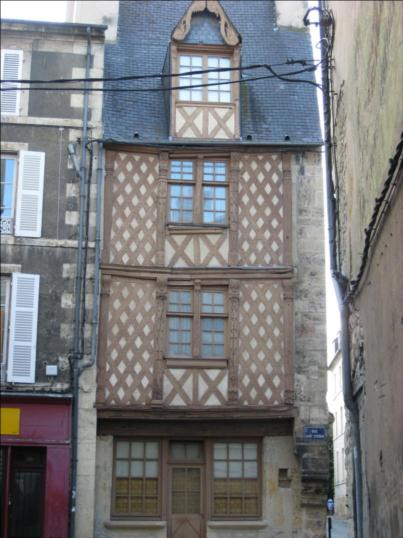
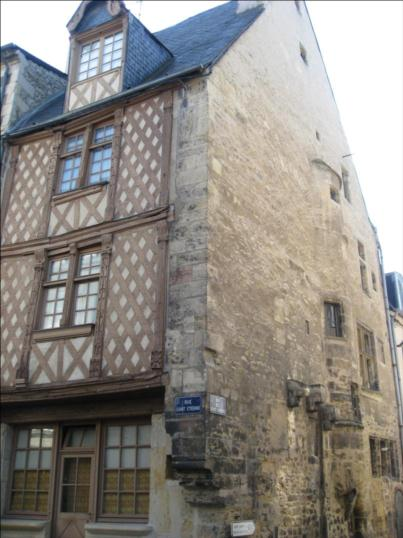